# Óscar del Solar
Oscar Jorge Del Solar Villaroel  (Concepción, Chile, 2 de junio de 1958) es un entrenador chileno que actualmente está sin club. 
Egresado del Colegio Salesiano de Concepción. Luego estudió Pedagogía de Educación Física en la Universidad de Concepción. 
Posteriormente hace el Curso de Entrenador en Argentina. Además de realizar cursos, a lo largo de su carrera profesional, en Brasil, Alemania e Italia.
Ha dirigido a Ñublense, Deportes Concepción, Audax Italiano, Rangers, Alianza FC, Tiro Federal de Rosario, Rampla Juniors, Cobresal y Club Técnico Universitario
Si bien es cierto tuvo buenas campañas con el Club Rangers, todo se olvidó debido a un error de cálculo en el último partido del campeonato al alinear más extranjeros de lo permitido, lo que costó la resta de puntos y el descenso del Club, y más aún que en la temporada siguiente fue contratado por el club que se vio directamente favorecido con la resta de puntos, Ñublense.
Como Preparador Físico estuvo en Huachipato, Banfield, Deportes Concepción y Cobreloa.

## Clubes como entrenador
- Datos actualizados al último partido dirigido el 14 de septiembre de 2022.

| Club                       | País        | Año       | PJ  | PG  | PE  | PP  | Efectividad |
| -------------------------- | ----------- | --------- | --- | --- | --- | --- | ----------- |
| Deportes Concepción        | Chile       | 1998-1999 | 82  | 30  | 22  | 30  | 45.53%      |
| Audax Italiano             | Chile       | 2000-2001 | 67  | 23  | 11  | 33  | 39.8%       |
| Rangers                    | Chile       | 2002-2003 | 74  | 21  | 29  | 24  | 41.44%      |
| Alianza FC                 | El Salvador | 2004      | 18  | 6   | 3   | 9   | 38.89%      |
| Deportes Concepción        | Chile       | 2004-2005 | 37  | 15  | 13  | 9   | 52.25%      |
| Tiro Federal de Rosario    | Argentina   | 2006      | 17  | 3   | 2   | 12  | 21.57%      |
| Rampla Juniors             | Uruguay     | 2006      | 22  | 8   | 3   | 11  | 40.91%      |
| Rangers                    | Chile       | 2007-2008 | 84  | 33  | 26  | 25  | 49.61%      |
| Rangers                    | Chile       | 2009      | 34  | 10  | 8   | 16  | 37.25%      |
| Ñublense                   | Chile       | 2010      | 22  | 8   | 7   | 7   | 46.97%      |
| Deportes Concepción        | Chile       | 2010-2011 | 55  | 20  | 16  | 19  | 46.06%      |
| Cobresal                   | Chile       | 2012-2013 | 41  | 11  | 9   | 21  | 34.15%      |
| Club Técnico Universitario | Ecuador     | 2015      | 8   | 1   | 5   | 2   | 33.33%      |
| Deportes Concepción        | Chile       | 2021-2022 | 32  | 10  | 9   | 13  | 40.63%      |
| Total                      | Total       | Total     | 593 | 199 | 163 | 231 | 42.72%      |

## Palmarés

### Campeonatos nacionales (Como DT)
| Título            | Club            | País      | Año     |
| ----------------- | --------------- | --------- | ------- |
| Torneo de Reserva | Lanús (Reserva) | Argentina | 1995-96 |

## Clubes Como Preparador Físico
| Club                | País      |
| ------------------- | --------- |
| Huachipato          | Chile     |
| Banfield            | Argentina |
| Deportes Concepción | Chile     |
| Cobreloa            | Chile     |
| Deportes Concepción | Chile     |

## Palmarés

### Campeonatos nacionales (Como Preparador Físico)
| Club                | Título                                     | País  | Año  |
| ------------------- | ------------------------------------------ | ----- | ---- |
| Huachipato          | Campeonato de Apertura de Segunda División | Chile | 1983 |
| Cobreloa            | Primera División de Chile                  | Chile | 1992 |
| Deportes Concepción | Primera B de Chile                         | Chile | 1994 |